# Rebrovići
Rebrovići – wieś w Chorwacji, w żupanii karlowackiej, w gminie Tounj. W 2011 roku liczyła 184 mieszkańców.